# آندره ماتوس
آندره ماتوس (انگلیسی: André Mattos) زادهٔ 8 اکتبر 1961 میلادی، یک هنرپیشه اهل برزیل است. وی از سال ۱۹۸۹ میلادی تاکنون مشغول فعالیت بوده‌است.